# Gran Niebla de Londres
La Gran Niebla de 1952 fue un periodo de contaminación ambiental, entre los días 4 y 9 de diciembre de 1952, que cubrió la ciudad de Londres. El fenómeno fue considerado uno de los peores impactos ambientales ocurridos hasta entonces, que fue causado por el uso de combustibles fósiles en la industria, en las calefacciones y en los transportes. Se cree que el fenómeno causó la muerte de 4000 londinenses, y dejó enfermos a otros 100.000.

## Historia
En diciembre de 1952, un fuerte frío llegó a Londres e hizo que la población quemase mucho más carbón de lo usual en invierno. El aumento en la contaminación atmosférica fue agravada por una mayor inversión térmica, causada por la densa masa de aire frío. La acumulación de contaminantes fue en aumento, especialmente de humo y partículas de hollín del carbón quemado. 
Debido a los problemas económicos de la posguerra, el carbón de mejor calidad había sido exportado. Como resultado, los londinenses usaban el carbón de baja calidad, rico en azufre, que agravó mucho el problema.
La niebla resultante, una mezcla de niebla natural con mucho humo negro, se volvió más densa, llegando a imposibilitar el tráfico de automóviles en las calles. Muchos cines cerraron y los conciertos fueron cancelados, ya que se llegó al punto en que la platea no podía ver el escenario o la pantalla, pues el humo invadió fácilmente los ambientes cerrados.

## Salud pública
Las estadísticas recogidas por los servicios médicos descubrieron que la niebla mató a 4000 personas. La mayoría de las víctimas fueron niños muy pequeños y personas con problemas respiratorios previos. Las muertes, en la mayoría de los casos, ocurrieron como consecuencia de infecciones del tracto respiratorio, causando hipoxia y también por la obstrucción mecánica de las vías respiratorias superiores por secreciones, consecuencia del humo negro y las afecciones.
Las infecciones del pulmón eran principalmente bronconeumonía o bronquitis aguda. Un total de 12.000 personas murieron en las semanas y meses siguientes.
El número preciso de muertes ocurridas durante La Gran Niebla de 1952 (Great Fog o Great Smoke) es muy difícil de establecer y ha sido motivo de controversia.

## Medio ambiente
El gran número de muertes dio un importante impulso a los movimientos ambientales y llevó a una reflexión acerca de la contaminación atmosférica, pues el humo había demostrado gran potencial letal. Entonces se tomaron nuevas medidas legales, restringiendo el uso de combustibles fósiles en la industria. En los años siguientes, una serie de normas legales como la Clean Air Act 1956 y la Clean Air Act 1968, restringieron la contaminación del aire.
El carbón además de azufre puede contener metales pesados potencialmente tóxicos como mercurio, cadmio, níquel, arsénico, entre otros.

## Investigue también
- Abandono de los combustibles fósiles
- Desinversión en combustibles fósiles